# Plumularia alata
Plumularia alata är en nässeldjursart som beskrevs av V.S. Bale 1888. Plumularia alata ingår i släktet Plumularia och familjen Plumulariidae. Inga underarter finns listade i Catalogue of Life.